# Hundvåg
Hundvåg ist eine Insel im Byfjord in der norwegischen Provinz Rogaland. Sie gehört zum Stadtteil Hundvåg der Stadt Stavanger.

## Geographie

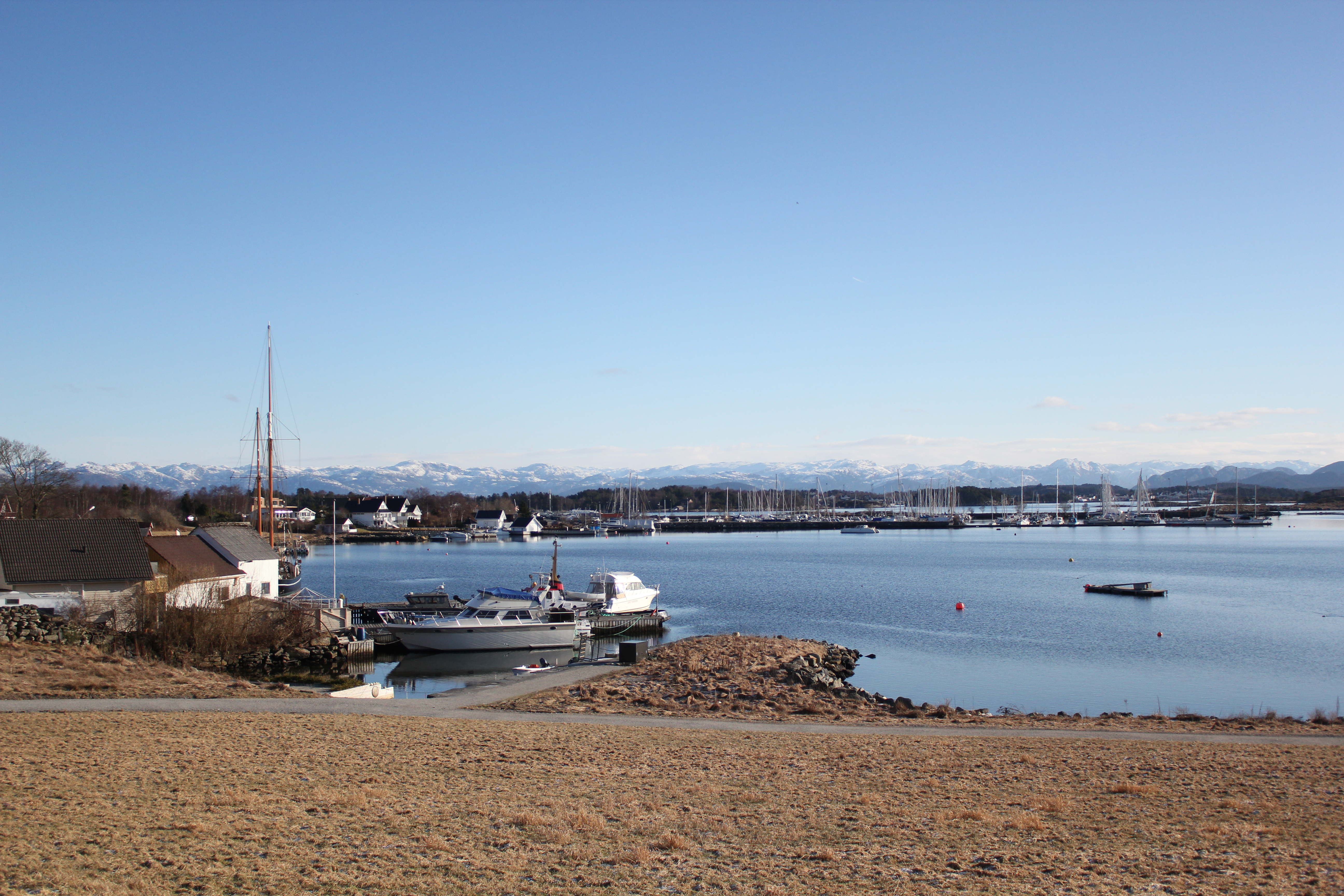
Lundevågen, 2013

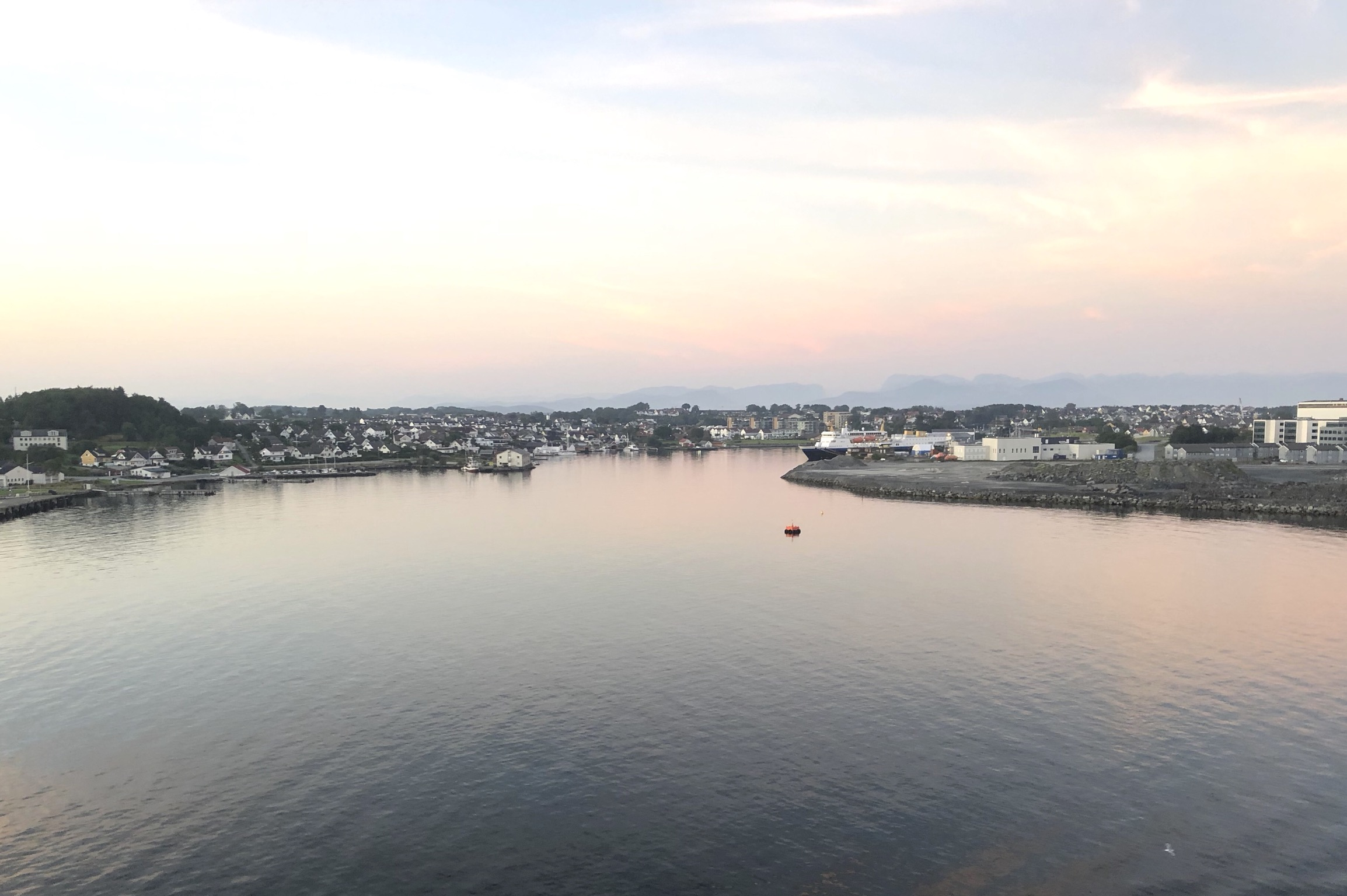
Blick von Westen in den Bangavågen, rechts Buøy, 2019

Die Insel umfasst eine Fläche von 4,7 km². Sie wird von 9693 Menschen (Stand 2017) bewohnt und ist in großen Teilen dicht bebaut. Im Südwesten bestehen mit dem Waldgebiet Trollskogen und im Nordosten mit der Landzunge Lundsneset jedoch auch größere unbebaute Flächen, auf denen zum Teil Landwirtschaft betrieben wird. Die Insel erstreckt sich von Südwesten nach Nordosten über eine Länge von 3,3 Kilometern bei einer Breite von bis zu 2,9 Kilometern.
Die Insel liegt etwa drei Kilometer nördlich vom Stadtzentrum Stavangers, mit dem sie über Brücken und Tunnel verbunden ist. Nördlich liegt die kleine Insel Grasholmen, östlich die Inseln Sandoya, Langoya, Bjørnøy, zu der eine Brücke führt, Roaldsøy, Ormøy, Steinsøyholmen und Steinsøy. Unmittelbar südlich befindet sich die Insel Buøy, mit der eine Verbindung über einen künstlich geschaffenen Isthmus besteht.
Die Uferlinie der Insel ist durch Buchten stark gegliedert. Größere Buchten sind im Norden Sandvågen, Lundevågen und Tømmervika und im Süden Galeivågen und Bangavågen.
Hundvåg ist in das Ryfast-Tunnelsystem integriert. Nach Süden führt der Hundvåg-Tunnel in Richtung des Stadtzentrums von Stavanger, in nordöstliche Richtung der nach Tau führende Ryfylke-Tunnel.

## Geschichte
Im Zweiten Weltkrieg wurde im Zuge der Kämpfe bei der deutschen Besetzung Norwegens 1940 der norwegische Zerstörer Æger der Sleipner-Klasse auf die Küste Hundvågs getrieben.

## Bauwerke und Denkmäler

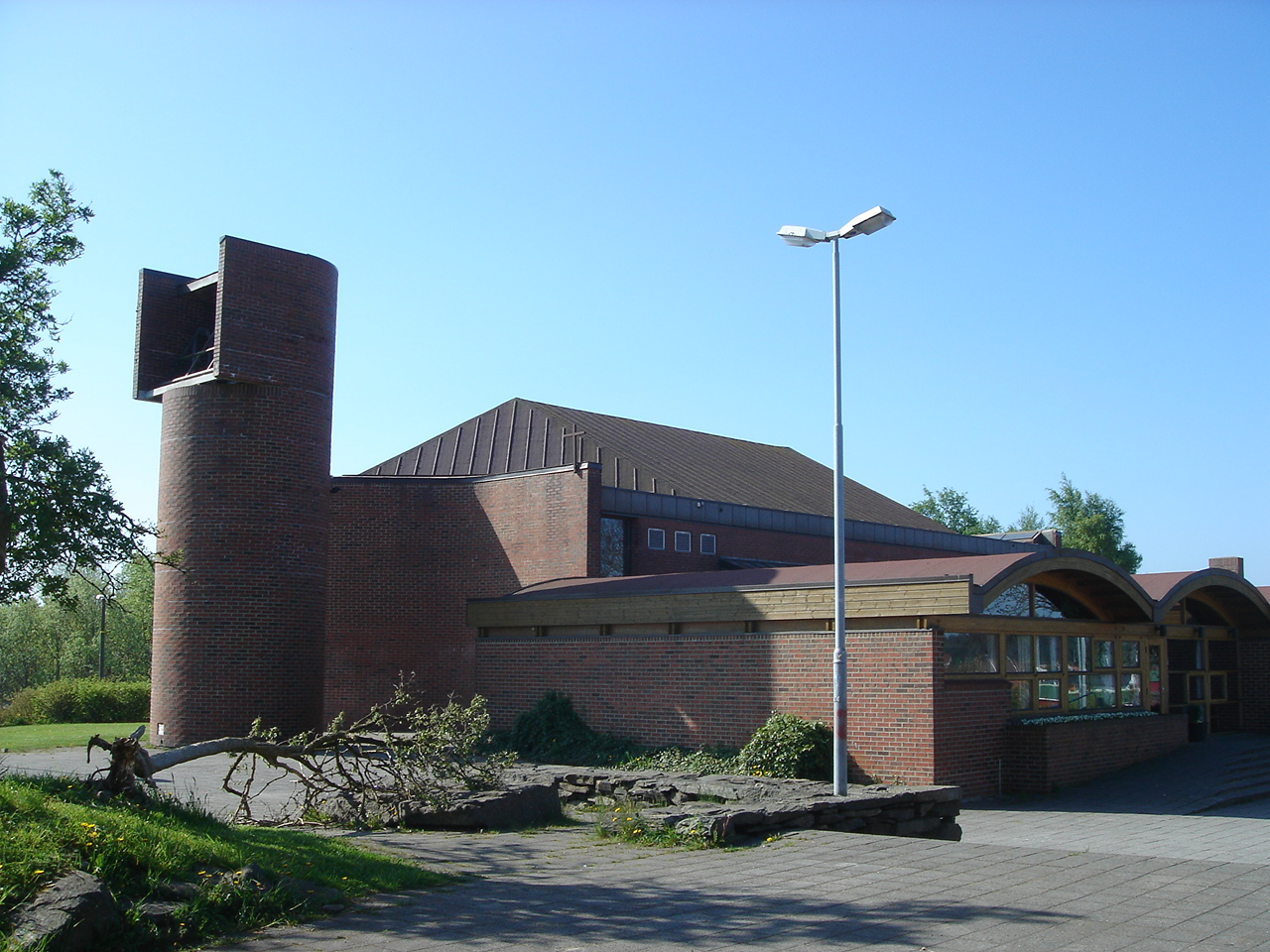
Kirche von Hundvåg, 2008

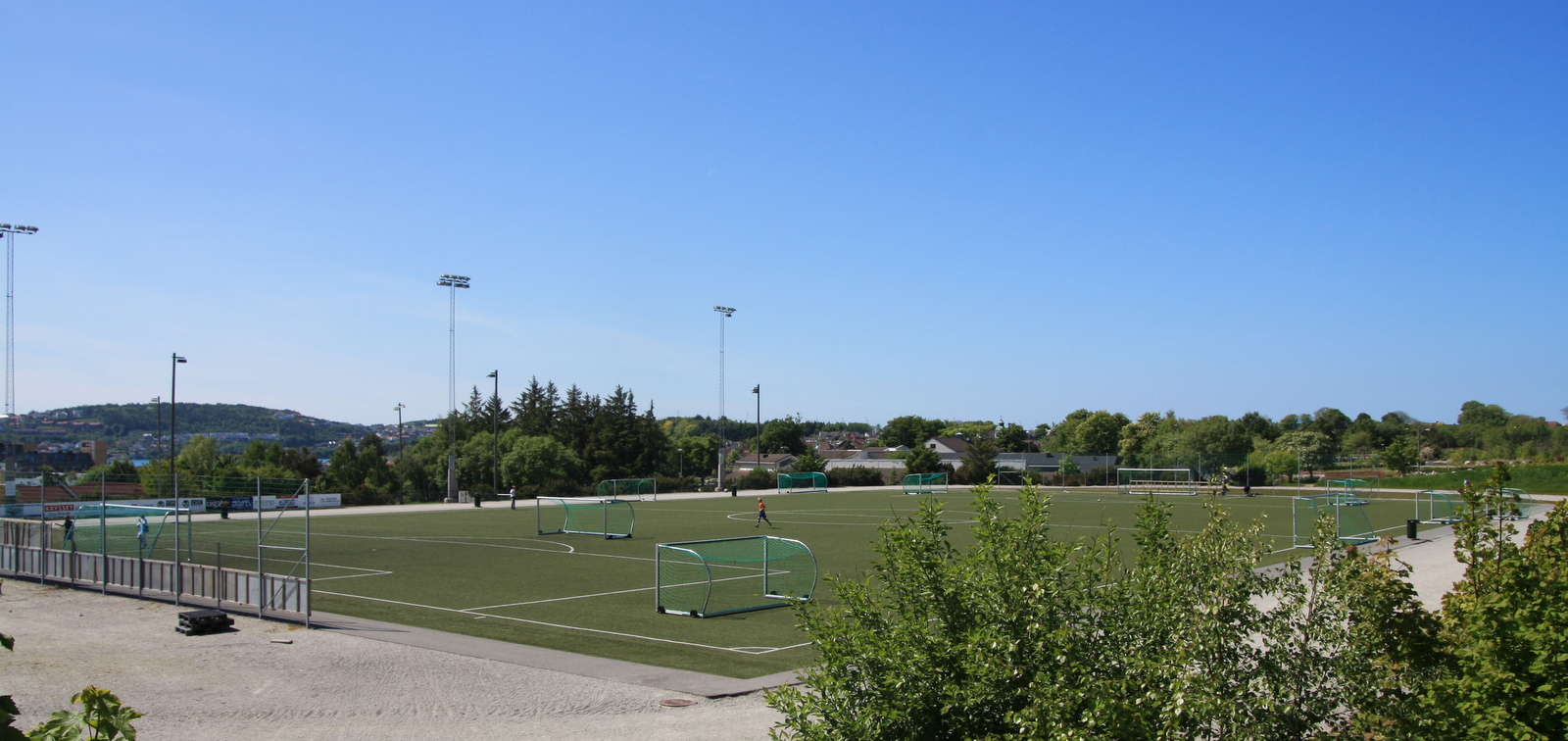
Sportplatz, 2010

Im Inselinneren befindet sich die 1983 errichtete Kirche von Hundvåg. Die erste Erwähnung einer Kirche für die Insel geht jedoch bis auf das Jahr 1300 zurück. Sie befand sich weiter östlich und wurde jedoch wohl bereits 1620 nicht mehr betrieben. Auf Hundvåg befinden sich darüber hinaus diverse prähistorische Fundstätten und Gräber, darunter auch der drei Meter hohe Bautastein von Husabø.
Südlich der Insel im Bangavågen befindet sich ein als Denkmal ausgewiesenes Schiffswrack aus dem 19. Jahrhundert.
Im Zentrum der Insel befindet sich der auch vom örtlichen Sportverein Hundvåg Fotballklubb genutzte Sportplatz.

## Persönlichkeiten
Die Politikerin und Bürgermeisterin Stavangers, Kari Thu (* 1939), wuchs auf Hundvåg auf, die Handballspielerin Tonje Nøstvold (* 1985) begann in ihrer Kindheit auf der Insel mit dem Handballspielen.